# Laguneta Agua Dulce
A Laguneta Agua Dulce é um lago localizado na Guatemala. Localiza-se no departamento de Escuintla, município de La Gomera.